# جمار

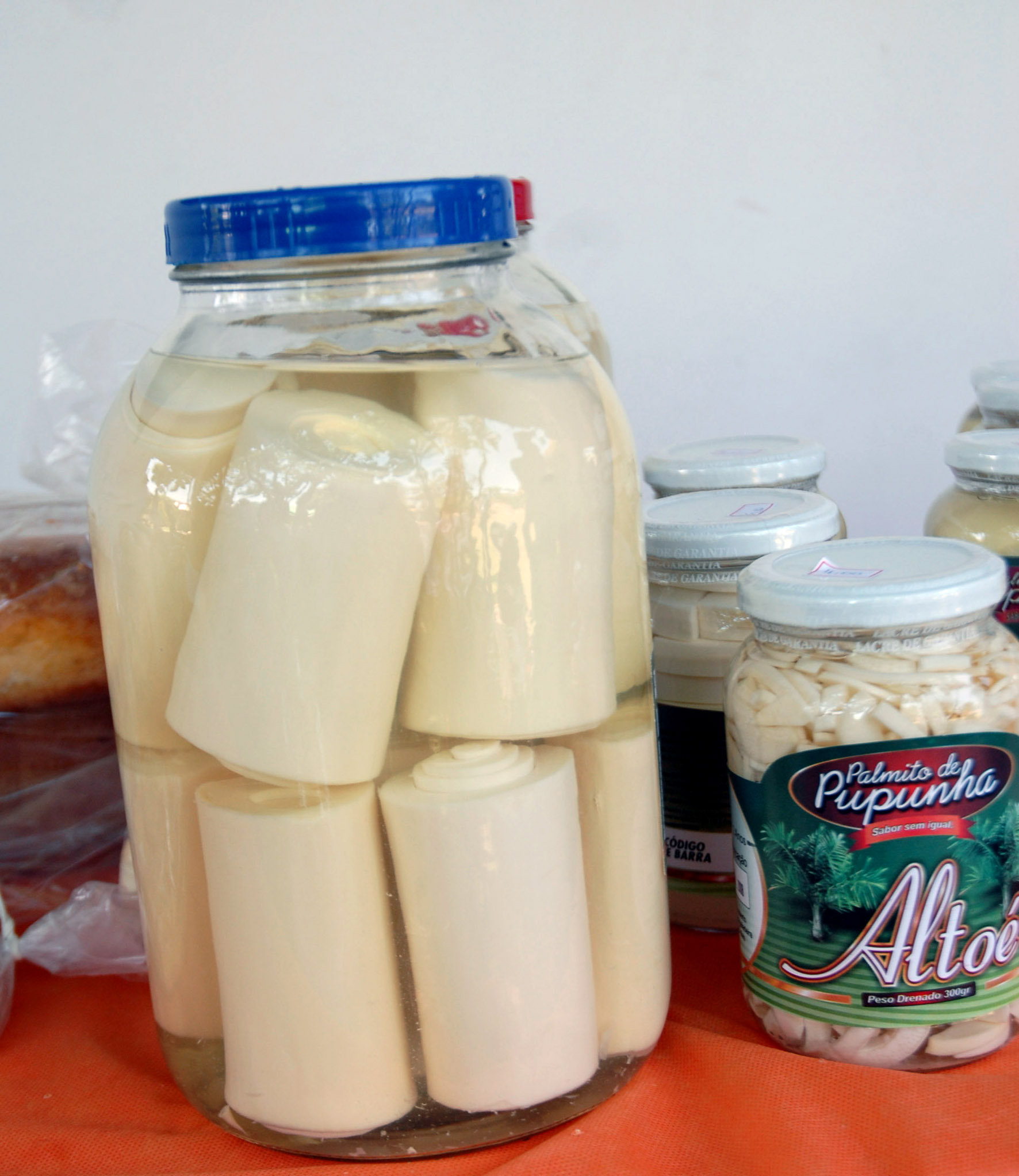

الجمّار أو الجَذَب أو الجِذَاب هو القمة النامية في النخلة ويكون في أعلى الجذع، ويستخرج بعد قطع النخلة وهو مادة سيليلوزية بيضاء اللون تقطع شرائحَ رقيقة وتؤكل.

## أنظر أيضًا
- نخلة
- تمر
- لاقبي
- اللاقمي